# ヒメナ・サンチェス・デ・ナバラ

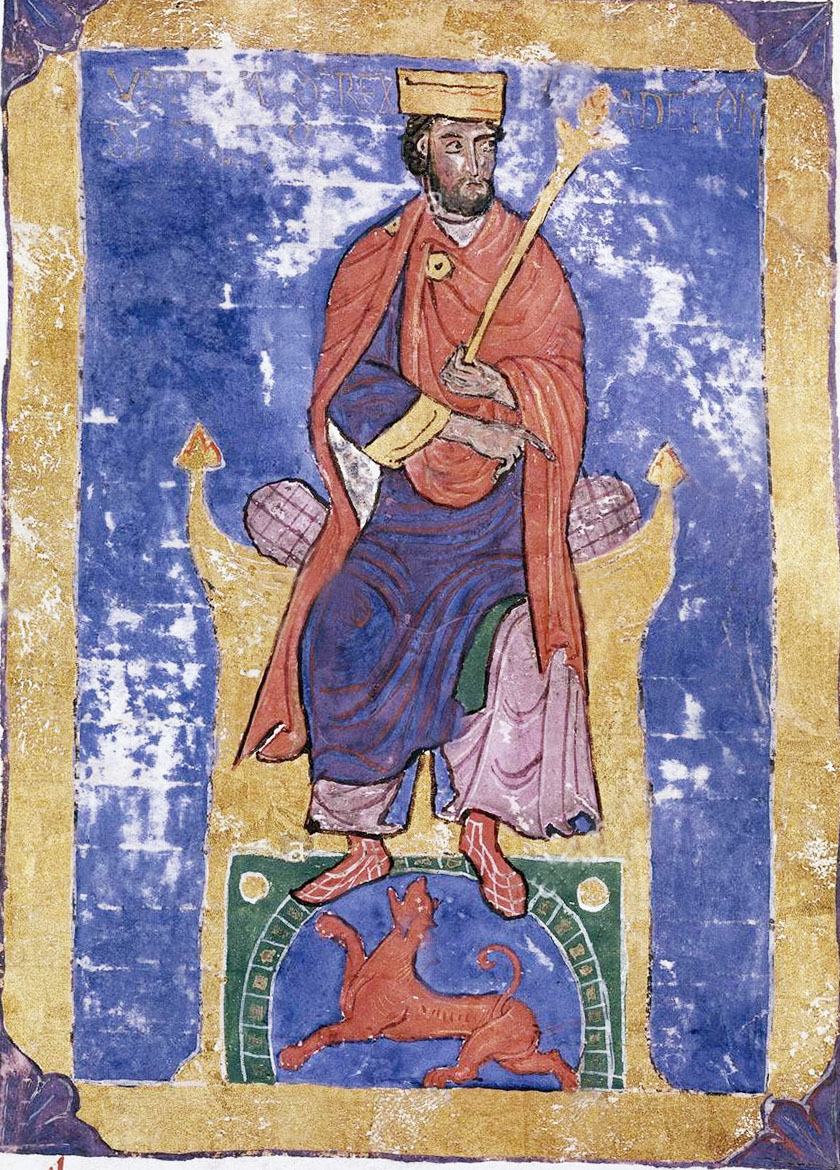
サンティアゴ・デ・コンポステーラ大聖堂にある夫ベルムード3世の細密画

ヒメナ・サンチェス・デ・ナバラ（スペイン語：Jimena Sánchez de Navarra, 1018年ごろ - 1062年以降）は、レオン王ベルムード3世の妃。ナバラ王サンチョ・ガルセス3世とムニア・エルビラの娘。

## 生涯
ヒメナは1034年1月23日からパレンシア教区の創設を承認するパレンシア教会の特許状に初めて夫妻で確認される1035年2月17日の間にレオン王ベルムード3世と結婚した。この結婚は1035年2月2日にナバラ王サンチョ・ガルセス3世がレオンの領地およびセアの領地から平和裏に撤退するための合意の一部であったとも考えられている。1037年に夫ベルムード3世がタマロンの戦いで戦死した後も、ヒメナはレオン王国にとどまった。
ヒメナの出自については1062年12月21日付の特許状に記されており、このとき兄レオン王フェルナンド1世は他の王族と共に寄付を行った。これがヒメナが確認できる最後の記録であり、ヒメナはこの日以降に死去した。

## 墓碑
ヒメナはサン・イシドロ・デ・レオン教会の王室霊廟に埋葬された。ヒメナの遺体が納められた墓には、王室のマントを身にまとい王冠をかぶり、左手に十字架を持ち、百合の花をかぶった王笏を持って横たわるヒメナの像が彫られた。また、墓には以下のようなラテン語の碑文が刻まれた。
H. R. REGINA DOMNA XEMENA, UXOR REGIS VEREMUNDI REGIS CONIUX, SANCTIIQUE KASTELLANI COMITIS FILIA QUE Xº KLAS DECEMBRIS

## 子女
ベルムード3世との間に1男が生まれた。
- アルフォンソ - 生まれて数日後に死去[8]